# Dolmen des Teulières
Le dolmen des Teulières est un dolmen situé à Cahuzac-sur-Vère, dans le département du Tarn, en France.

## Historique
Le dolmen a été découvert en 1983 et fit l'objet d'une fouille de sauvetage en 1984 et d'une fouille programmée en 1988-1989 dirigée par Jean Lautier. Le dolmen est inscrit au titre des monuments historiques par arrêté du 9 février 1993.

## Description
Le dolmen des Teulières mesure environ 3,50 m de long sur 2,50 m de large. La chambre funéraire est délimitée par trois orthostates et une dalle de chevet. Entre les orthostates sud et est, un muret en pierre sèche fermait l'accès à la chambre. La table de couverture a disparu.

## Matériel archéologique
La chambre comportait deux couches archéologiques distinctes. Les ossements humains découverts n'étaient pas en connexion anatomique mais très dispersés. Neuf crânes avaient fait l'objet d'un traitement particulier : ils étaient protégés dans des alvéoles délimitées par des plaquettes en calcaire. La datation au carbone 14 indique une période comprise entre 2305 et 1720 av. J.-C. Les deux modes de traitement des corps, inhumation et incinération, ont été pratiqués en simultané durant une courte période.
Le matériel lithique comprend deux poignards et quatre armatures de flèches en silex. La céramique se limite à quelques tessons d'une poterie assez commune. Les éléments de parure découverts comprennent de nombreuses perles (en test de coquillage, en cuivre) et des pendeloques. L'ensemble est attribué au Chalcolithique.